# Franciszek Jóźwiak

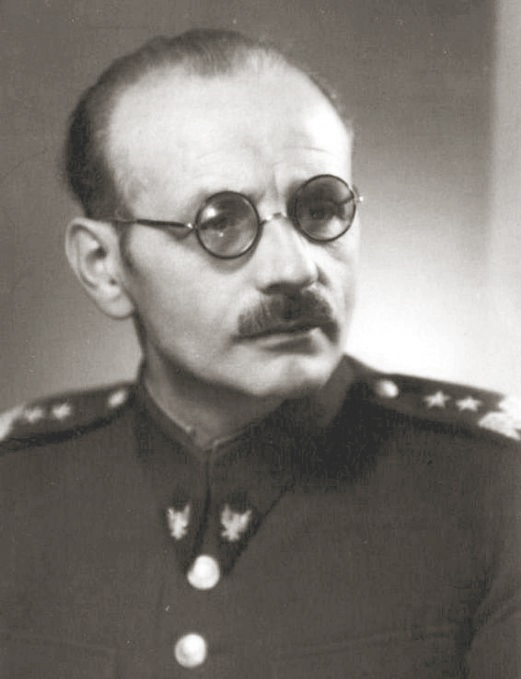
Franciszek Jóźwiak (um 1947)

Franciszek Jóźwiak (* 20. Oktober 1895 in Huta, Gmina Baranów; † 23. Oktober 1966 in Warschau) war ein Politiker der Polnischen Vereinigten Arbeiterpartei PZPR (Polska Zjednoczona Partia Robotnicza) in der Volksrepublik Polen, der unter anderem von 1952 bis 1955 Minister für Staatskontrolle sowie zwischen 1955 und 1956 Vizeministerpräsident war.

## Leben

### Erster Weltkrieg, Parteifunktionär und Zweiter Weltkrieg

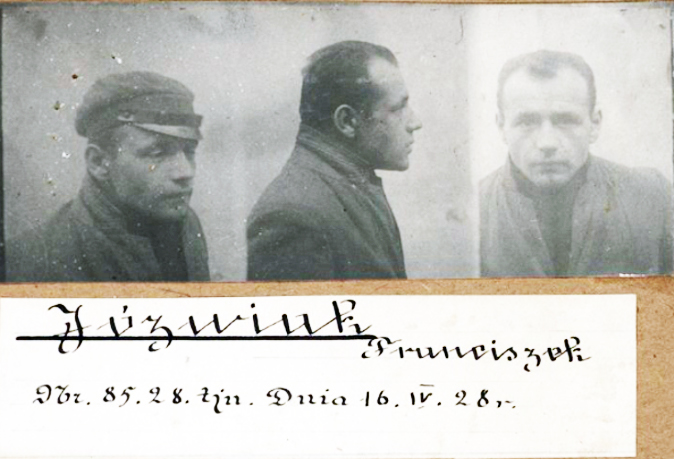
Fotos aus der Polizeiakte von Franciszek Jóźwiak nach seiner Verhaftung 1928

Franciszek Jóźwiak, der 1912 Mitglied der Polnischen Sozialistischen Partei PPS (Polska Partia Socjalistyczna) wurde, trat zu Beginn des Ersten Weltkrieges der im August 1914 von Józef Piłsudski gegründeten Polnischen Militärorganisation POW (Polska Organizacja Wojskowa) sowie den Polnischen Legionen (Legiony Polskie) bei. Im Zuge der sogenannten Kryzys przysięgowy (Eidkrise) um die Verweigerung des Treueeides der vormaligen Einheiten der Polnischen Legionen gegenüber dem Deutschen Reich und Österreich-Ungarn im Ersten Weltkrieg wurde er verhaftet und im Lager von Szczypiorno interniert. Nach seiner Freilassung trat er 1920 als Unteroffizier in das Heer ein und wurde 1921 Mitglied der Kommunistischen Arbeiterpartei Polens KPRP (Komunistyczna Partia Robotnicza Polski), aus der 1925 die Kommunistische Partei Polens KPP (Komunistyczna Partia Polski) hervorging. Wegen seiner Tätigkeit in der KPP wurde er viele Male festgenommen sowie inhaftiert und verbrachte in der Zwischenkriegszeit insgesamt zwölf Jahre in Gefängnissen. 1931 wurde er Leiter der Militärabteilung des Zentralkomitees der KPP und im Januar 1937 in Bereza Kartuska festgenommen. Im selben Jahr wurde er zu zehn Jahren Haft verurteilt, die er bis zum Ausbruch des Zweiten Weltkriegs nach dem Überfall auf Polen durch die deutsche Wehrmacht in einem Gefängnis in Tarnów verbüßte.
Während des Septemberfeldzuges wurde Jóźwiak aus dem Gefängnis entlassen und hielt sich von 1939 bis 1942 in den von der Sowjetunion besetzten Gebieten auf, wo er ab 1941 unter dem Tarnnamen „Witold“ in den polnischen Streitkräfte in der Sowjetunion kämpfte. Anfang 1942 kehrte er nach Polen zurück und wurde daraufhin im Mai 1942 Mitglied des Zentralkomitees der Polnischen Arbeiterpartei PPR (Polska Partia Robotnicza), die am 5. Januar 1942 im Untergrund in Warschau gegründet wurde. Im August 1942 wurde er Chef des Generalstabes der Volksgarde GL (Gwardia Ludowa) sowie im November 1942 zudem Mitglied des Sekretariats des Zentralkomitees der PPR. Am 31. Dezember 1943 wurde er für die GL Mitglied des Nationalrates (Krajowa Rada Narodowa), dem er bis 1947 angehörte. Er war im Nationalrat Mitglied des Rechtsausschusses sowie des Regulierungsausschusses. Am 1. Januar 1944 wurde er Chef des Generalstabes und stellvertretenden Oberbefehlshaber der Volksarmee AL (Armia Ludowa) ernannt, die mit der Gründung des Lubliner Komitees am 21. Juli 1944 in die Polnischen Streitkräfte in der Sowjetunion integriert, in Polnische Volksarmee (Ludowe Wojsko Polskie) (Polnische Volksarmee) umbenannt wurde und bis 1989 unter diesem Namen die Streitkräfte der Volksrepublik Polen bildete.

### Sejm-Abgeordneter und Mitglied des Politbüros

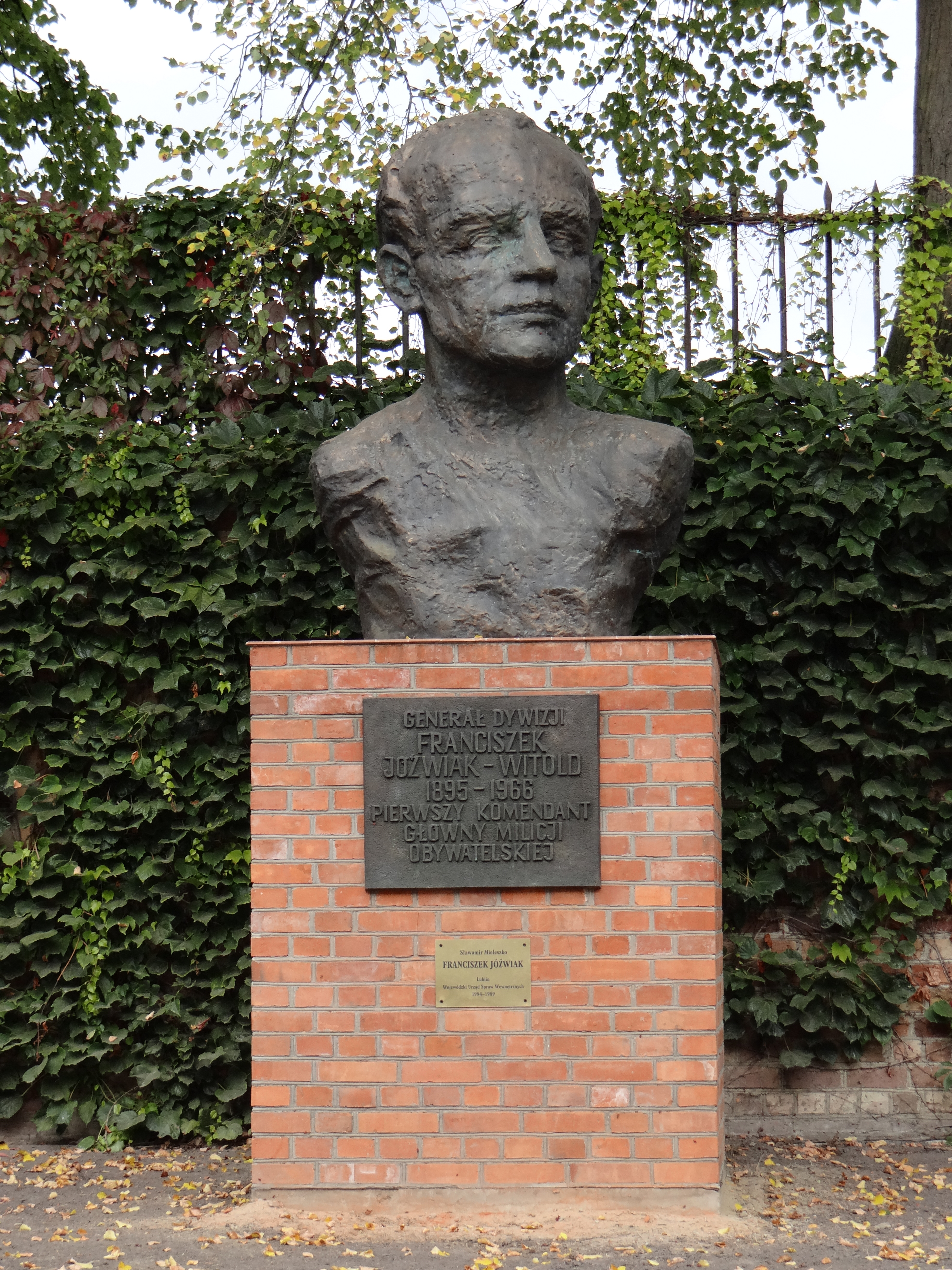
Büste im Museum der Kunst des Sozialistischen Realismus im Schloss Kozłówka.

Im Anschluss wurde Franciszek Jóźwiak am 7. Oktober 1944 als Divisionsgeneral (Generał dywizji) Oberbefehlshaber der neu gegründeten Bürgermiliz MO (Milicja Obywatelska) und bekleidete diesen Posten bis zu seiner Ablösung durch Brigadegeneral Józef Konarzewski im März 1949. Nachdem die Bürgermiliz im Januar 1945 dem Ministerium für öffentliche Sicherheit (Ministerstwo Bezpieczeństwa Publicznego) angeschlossen wurde, fungierte er zwischen Januar 1945 und März 1949 auch als Vize-Minister für öffentliche Sicherheit. Er wurde 1947 für die PPR auch Mitglied des Gesetzgebenden Sejm (Sejm Ustawodawczy) und gehörte diesem für den Wahlkreis Nr. 17 Chełm bis 1952 an. Er war in dieser Zeit Mitglied des Verfassungsausschusses sowie Mitglied des Präsidiums der PPR-Fraktion.
Auf dem I. (Gründungs-)Parteitag der Polnischen Vereinigten Arbeiterpartei PZPR (Polska Zjednoczona Partia Robotnicza) (15. bis 22. Dezember 1948) wurde Jóźwiak Mitglied des Politbüros des ZK der PZPR und gehörte diesem obersten Führungsgremium der Partei nach seiner Wiederwahl auf dem II. Parteitag (10. bis 17. März 1954) bis zum ZK-Plenum vom 21. Oktober 1956 an. Er war außerdem zwischen 1948 und 1956 Vorsitzender der Zentralen Parteikontrollkommission. Am 9. März 1949 wurde er als Nachfolger von Henryk Kołodziejski Präsident des Obersten Rechnungshofes (Najwyższa Izba Kontroli) und bekleidete dieses Amt bis zur Auflösung dieses Organs am 21. November 1952. Er wurde zugleich am 9. März 1949 Mitglied des Staatsrates (Rada Państwa), des kollektiven Staatsoberhaupts der Volksrepublik Polen, und gehörte auch diesem bis zum 21. November 1952 an. Er war 1949 maßgeblich für die Gründung des Verbandes der Kämpfer für Freiheit und Demokratie ZBoWiD (Związek Bojowników o Wolność i Demokrację), die offizielle polnische staatlich kontrollierte Kriegsveteranenvereinigung in der Volksrepublik Polen. Am 20. November 1952 wurde er Mitglied des Sejm, dem er als Vertreter des Wahlkreises Nr. 30 Lublin bis zum 20. November 1956 angehörte.

### Minister und Vizeministerpräsident

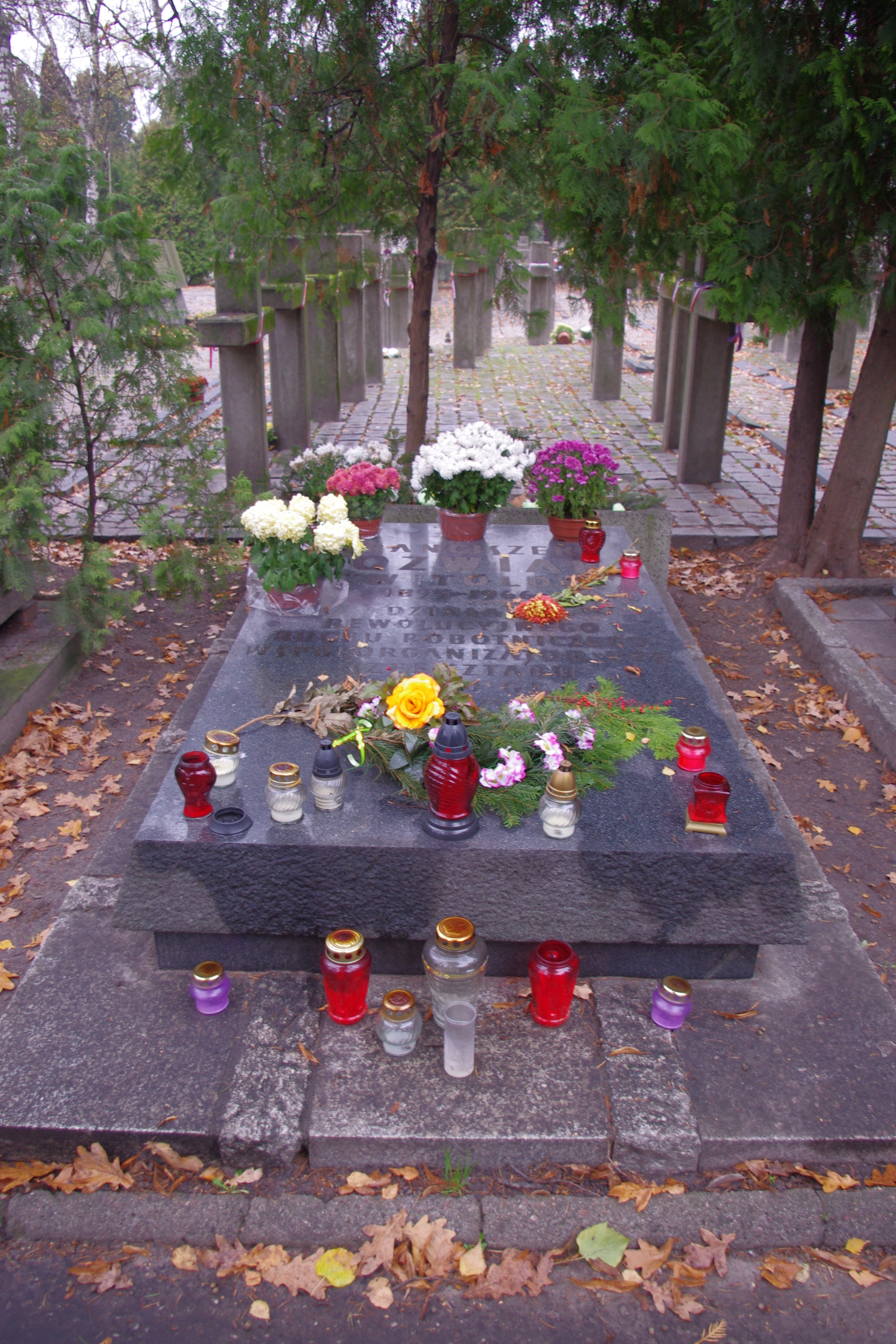
Grabstätte auf dem Warschauer Powązki-Militärfriedhof

Am 12. Dezember 1952 übernahm Franciszek Jóźwiak im Kabinett von Ministerpräsident Bolesław Bierut das neu geschaffene Amt als Minister für Staatskontrolle (Minister kontroli państwowej), das aus dem aufgelösten Obersten Rechnungshof entstanden war. Diesen Ministerposten behielt er zwischen dem 18. März 1954 und dem 16. April 1955 auch im zweiten Kabinett von Ministerpräsident Józef Cyrankiewicz, woraufhin Roman Zambrowski ihn ablöste.
Anschließend fungierte er im zweiten Cyrankiewicz zwischen dem 16. April 1955 und dem 24. Oktober 1956 als einer der Vize-Ministerpräsidenten (Wiceprezes Rady Ministrów). Während der Zeit des Polnischen Oktober 1956 gehörte er im Machtkampf innerhalb der PZPR neben Zenon Nowak, Wiktor Kłosiewicz, Hilary Chełchowski, Aleksander Zawadzki, Władysław Kruczek, Władysław Dworakowski, Kazimierz Mijal, Franciszek Mazur, Bolesław Rumiński und Stanisław Łapot der einflussreichen Natolin-Faktion an. Auf Nowaks Initiative hatte sich vor Wochen diese sogenannte Natolin-Gruppe gebildet. Der Name stammt von einem Schlösschen außerhalb Warschaus, das einst Graf Stanisław Kostka Potocki gehörte. Nach dem Posener Aufstand hatten sich dort die Stalinisten der Partei zu einer Geheimkonferenz getroffen, auf der die Rückkehr zu „harten“ Methoden beschlossen wurde. Die Natolin-Gruppe bildete den stalinistischen Flügel im Zentralkomitee, und Zenon Nowak war es, der sich in der Vormittagssitzung des 19. Oktober 1956 der Ausbootung von Konstantin Konstantinowitsch Rokossowski aus dem Politbüro am heftigsten widersetzte.
Für seine langjährigen Verdienste in der Volksrepublik Polen wurde er mehrfach ausgezeichnet und erhielt unter anderem den Orden Erbauer Volkspolens (Order Budowniczych Polski Ludowej), den Orden des Banners der Arbeit (Order Sztandaru Pracy) Erster Klasse, den Orden des Grunwald-Kreuzes (Order Krzyża Grunwaldu) Erster Klasse, die Kommandeurswürde des Ordens Polonia Restituta sowie das Partisanenkreuz (Krzyż Partyzancki). Nach seinem Tode wurde er auf dem Warschauer Powązki-Militärfriedhof beigesetzt.

## Veröffentlichung
- Polska Partia Robotnicza w walce o wyzwolenie narodowe i społeczne, 1952